# Chalenata micaceella
Chalenata micaceella là một loài bướm đêm trong họ Noctuidae.